# Воксайон
Воксайо́н (фр. Vauxaillon) — коммуна во Франции, находится в регионе Пикардия. Департамент коммуны — Эна. Входит в состав кантона Лан-1. Округ коммуны — Лан.
Код INSEE коммуны — 02768.

## Население
Население коммуны на 2010 год составляло 490 человек.
| 1962 | 1968 | 1975 | 1982 | 1990 | 1999 | 2010 |
| ---- | ---- | ---- | ---- | ---- | ---- | ---- |
| 308  | 300  | 288  | 290  | 326  | 376  | 490  |

## Экономика
В 2010 году среди 306 человек трудоспособного возраста (15—64 лет) 237 были экономически активными, 69 — неактивными (показатель активности — 77,5 %, в 1999 году было 69,1 %). Из 237 активных жителей работали 204 человека (113 мужчин и 91 женщина), безработных было 33 (16 мужчин и 17 женщин). Среди 69 неактивных 25 человек были учениками или студентами, 21 — пенсионерами, 23 были неактивными по другим причинам.